# カワマス
カワマス（学名：Salvelinus fontinalis）はサケ科の魚である。英語では一般的に「brook trout」（ブルックトラウト）、ときに「eastern brook trout」、「Adirondack coaster lake trout」、「speckled trout」とも呼ばれる。スペリオル湖で回遊する個体は「coaster trout」或いは単に「coasters」と呼ばれる。マスと称されてはいるが、カワマスはレイクトラウト、ブルトラウト、オショロコマなどと共に実際はイワナの一種である。英語の“Brook trout”は日本語に直訳すると「小川鱒」を意味する言葉である。

## 習性と生息範囲
カワマスは小川や湖、湧水池に生息している。一部は降河性（産卵のために川を遡る性質）である。カワマスは北アメリカ東部の広い範囲にわたって分布する。
典型的pH範囲:5-7.5、極限pH範囲:3.5および9.8、典型的体長:25-65cm、典型的重量:0.3-3kg。

## 形態
配色:基本的な配色は緑から茶で、軽い陰影を持つ際だった虫食い状の大理石模様が横腹および背中に渡り、また、少なくとも背鰭、そして多くの場合、尾鰭まで伸びている。横腹に沿って際だって散りばめられた青い光輪に囲まれた赤い点がある。腹と下鰭は色が赤味を帯び、下鰭は先端部が白い。多くの場合腹は、特にオスが産卵期に極めて赤くあるいはオレンジ色になる。この種は最大で86cm（33インチ）、6.8kg（14ポンド）の記録を持つ。種が移入されたカリフォルニア州の生息地で観測される15歳の標本のレポートで、最長寿命は少なくとも7歳に達すると見られる。

## 環境必要条件

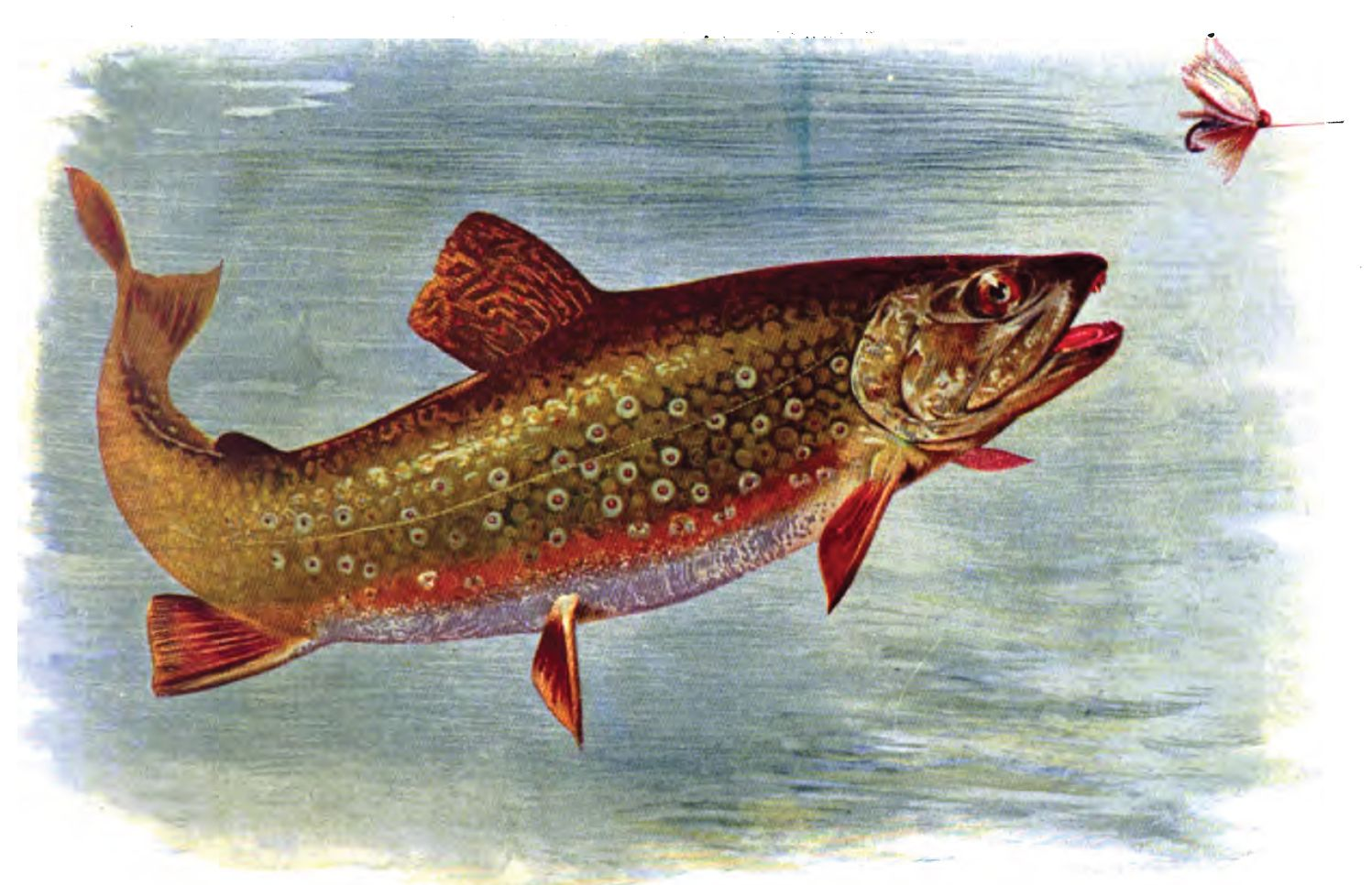
フライを追っているカワマス。『American Fishes』（1903年）より 。

カワマスは澄んでいて冷涼でpH範囲の安定した湖、川、流れ込みを好み、低酸素、汚染及び酸性雨などの環境の影響をうけたpHの変化に敏感である。食生活は完全な動物食性だが多様で、甲殻類、カエル及び他の両生類、昆虫、軟体動物、小型の魚類、ハタネズミのような哺乳類、ミミズなどに渡る。天敵は鳥類であり、またヤツメウナギからの吸血の被害を受ける。自然環境下においては、4-5年を超えて生存することは稀である。
カワマスは通常その生涯を淡水で過ごす。しかし英口語で「salters」または「sea run」と呼ばれる一部の個体は、春から夏の数ヶ月間を海（河口から数km以内）で過ごす。それらは晩夏または秋に産卵のために上流へ還る。雌は地下水が砂礫を通ってしみ出す川底に産卵床と呼ばれるくぼみを造る。1匹以上の雄が雌にアプローチし、産卵・放精が行われる。そして雌は砂礫を盛り上げて卵を埋める。卵は100日で孵化する。
スペリオル湖原産のカワマスの回遊する個体で、産卵のために川の流れに入っていくものを特に「コースター」(coaster)と呼ぶ。コースターはその他の個体群より大きい傾向があり、重量は2-3kgに達する。コースターの個体数は乱獲と水力発電ダムの建設による生息地の変更でひどくダメージを受けた。オンタリオ州及びミシガン州では、コースターの個体数を回復させるための取り組みが進行中である。

## 釣りと商用利用

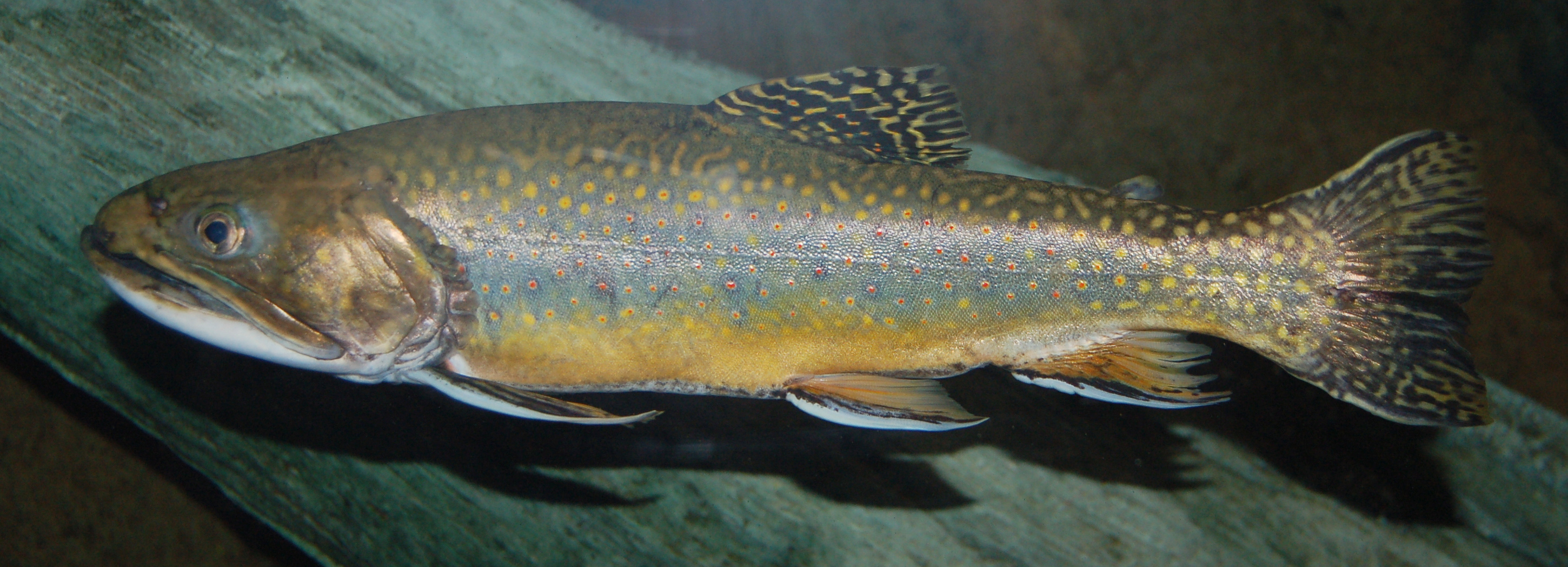
カワマス

カワマスは釣り人、特にフライフィッシャーマンに人気のゲームフィッシュである。今日、多くの釣り人は個体数維持のためキャッチ・アンド・リリースを実行する。「Trout Unlimited」といった保護組織はカワマスを保護するのに充分な空気及び水質基準を設けるための努力の最前線にあった。漁業権許可の販売で得られた利益を小川と流れ込みの多くの区画がカワマスが生息できるような環境に復元するために用いられた。カワマスは食料生産のために相当な数が水揚げされる。そして生鮮物またはスモークされて販売される。澄んだ水と様々な水生動物および昆虫と言った生物への依存のために、カワマスは汚染の影響を調査する際に、科学的な実験のためにも用いられる。
部分的にゲームフィッシュとしてのその人気の結果として、カワマスは当初分布していなかったいくつかの地域に人為的に導入され、世界中で広く定着するに至った。世界のある地域ではカワマスは在来種に悪影響をもたらす潜在的害魚と見なされている。イギリスへの持ち込みは魚類輸入法により禁じられている。世界各地で在来種との交雑による遺伝的撹乱が起き、問題となっている。また在来種との間で、食物やなわばりを巡る競合が発生しているおそれがある。

## 雑種
カワマスは他の種と交雑することができる。天然そして人工的な雑種が知られている。
そのような属間の雑種は、カワマスとブラウントラウト（タイセイヨウサケ属 Salmo）の交配種のタイガートラウトがある。タイガートラウトは自然界では滅多に発生せず、時折人工的な繁殖が行われる。そのような交配種は生殖力を有さない。
それほど頻繁でない自然の雑種にスプレイクというカワマスとレイクトラウトの雑種がある。稀ではあるが実際のところ、いくつかの管区ではカワマスまたはレイクトラウトの生息地に導入するために相当な数で人工的にスプレイクを伝播させる。一つの例がオンタリオ州にある。そこでは一代雑種（F1とも呼ばれる）のスプレイクとレイクトラウトの戻し交配として知られている魚の両方が数年の間養殖された。戻し交配は一代雑種のスプレイクの雄と交配した雌のレイクトラウトの結果（すなわち75パーセントのレイクトラウトと25パーセントのカワマス）である。
スプレイクの最初の記録は1880年であるが、オンタリオ州は壊滅したレイクトラウト資源を五大湖に戻す努力のために1960年代に交配種で実験し始めた。しかし結果は芳しいものではなかったために、実験はジョージア湾を越えて進展することはなかった。理論ではスプレイクがより早く成長して、侵入種であるウミヤツメによって攻撃される前に繁殖することが可能であるという望みを持って、レイクトラウトより早く成熟するであろうということであった。都合の悪いことにスプレイクが交配種の中では珍しく、彼らの繁殖力が旺盛であるために、実際の所繁殖力は行動に関して問題がある。—極めて少ない天然の子孫は、人工的に導入されたスプレイクの個体によって生み出される。

## 人間による生息地破壊

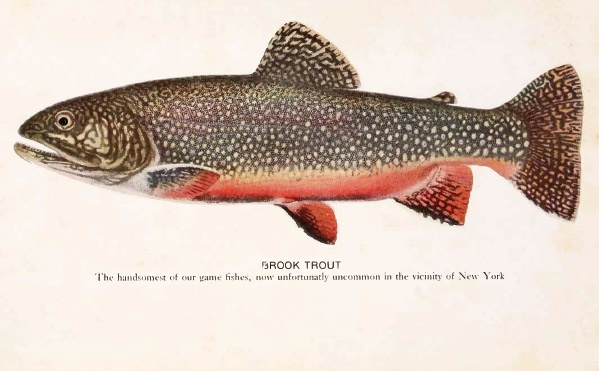
ジョン・ニコルズによるカワマスのスケッチ

カワマスの個体数は、冷涼で澄んでいて高酸素濃度の水に依存する。早くも19世紀後半には土地開発、森林伐採と工業化が確立したので、北アメリカの天然のカワマスは多くの水路から根絶された。汚染されたか、堰き止められたか、沈泥で水深が浅くなった流れ込みと小川は、天然のカワマスが生息するにはあまりに暖かくなって、コクチバス、パーチ、または他のサケ科（例えばブラウントラウトやニジマス）が移植された。元々北アメリカ原産でないブラウントラウトは、カワマスの生息水域の多くで、カワマスに取って代わった。過剰な採取、または温度によって圧力を加えられるなら、カワマスの個体数は外来種の導入によるダメージの影響をとても受けやすい。カワマスの多くの湖の個体数は他の種（特にペルカ科、時に棘鰭類の魚）の導入によって根絶された。化学薬品および肥料を含んでいる雨水によって引き起こされる化学汚染および藻の成長に加えて、大気汚染はカワマスの消滅に関する特筆すべき要因である。アメリカ合衆国では大気汚染によって引き起こされる酸性雨は、アパラチア山脈のいくつかの小川と流れ込みの最も標高の高い源流部以外では、カワマスの個体数を維持するにはあまりにも低いpHレベル（=酸性）だった。東部カナダの大部分のカワマスの個体数も同様に減少した。オーロラマスとして知られる亜種は、酸性雨の影響で天然のものは絶滅した。
今日、多くの地域ではカワマスをかつて一度は保っていた個体数をそれらの水域に再び回復させるための努力が進行中である。

## 名の由来
種小名fontinalisはラテン語のfontīnālis（泉または噴水の（から））に由来する。

## 州の魚
カワマスはアメリカ合衆国のニューハンプシャー州、ミシガン州、バージニア州、ニュージャージー州、ニューヨーク州、ノースカロライナ州、ペンシルベニア州、ウェストバージニア州において、州の魚に指定されている。

## 外来種問題
日本では1902年（明治35年）に日光湯ノ湖に導入されたのが初である。現在では日光湯ノ湖の他湯川、上高地明神池、梓川、摩周湖周辺の河川などで天然繁殖が確認されている。各地で放流が行われていたが、定着が確認されているのは専ら中部地方以北の湧水に満ちた場所である。日本における産卵期は11月-12月である。在来の同属種は、2種と6亜種が数えられる（アメマス、オショロコマと亜種ミヤベイワナ、イワナの亜種であるヤマトイワナ、ニッコウイワナ、ゴギ）。なお本種は「特定外来生物による生態系等に係る被害の防止に関する法律」で「生態系被害防止外来種」に指定されている。また北海道では内水面漁業調整規則により導入が禁じられている。北海道では空知川支流でもアメマスとの交雑が確認されている。
アメリカでも原産地域以外の全土に導入され、他のサケ類やカエル類を駆逐して在来の生態系に影響を与えており、カリフォルニア州などでは防除が実施されている。